# Cnoc Raithní
Cnoc Raithní (irisch [ˌknˠɔk ˈɾˠahnʲiː] – dt. „Hügel des Adlerfarns“) ist ein Tumulus (Grabhügel) und Nationaldenkmal beim Weiler An Baile Thíos am Nordrand der Insel Inisheer im County Galway in Irland.
Der runde Sandhügel ist von Trockenmauerwerk umgeben. Aus der Südhälfte ragen etwa 27 Grabplatten. Die Nordhälfte wird von einer gepflasterten Plattform mit zwei Kalksteinsäulen eingenommen.
Das Gelände war mit Sand bedeckt, bevor es 1885 durch einen Sturm freigelegt wurde. Im selben Jahr wurde es von D. Murphy ausgegraben. Es wurden verschlossene Urnen mit eingeäscherten Knochen und eine bronzene Ahle gefunden.
Cnoc Raithnís untere Ebene wird auf etwa 2000–1500 v. Chr. datiert, was es zur frühesten bekannten Siedlung auf der Insel macht. Es wird angenommen, dass der obere Teil frühchristlich ist (5. bis 8. Jahrhundert n. Chr.).